# Xandra Sixx
Xandra Sixx (Tucson, Arizona; 1 de enero de 1995) es una actriz pornográfica y modelo erótica estadounidense.

## Biografía
Xandra Sixx, nombre artístico, nació en el día de Año Nuevo de 1995 en la ciudad de Tucson, en el condado de Pima (Arizona). No se conocen muchos datos biográficos anteriores a 2015, cuando debutó como actriz pornográfica a los 20 años de edad.
Como actriz ha trabajado para productoras como Filly Films, Twistys, Lethal Hardcore, Girlfriends Films, Devil's Film, Digital Playground, Nubiles, Reality Junkies o Kick Ass Pictures, entre otras.
En 2017 recibió su primera nominación en los Premios AVN en la categoría de Mejor escena de sexo lésbico, junto a Ariana Marie, por la película Let It Ride.
Ha aparecido en más de 80 películas como actriz.
Algunas películas suyas son Alex Chance Family Therapist, Cougars Crave Young Kittens 16, Girls Loving Girls 2, I Kissed A Girl And I Liked It 6, Mommy Lovers, One Track Mind, Sorority Sex Parties, Sweet Taste of Pussy 2 o Wet Dream.

## Premios y nominaciones
| Año  | Ceremonia   | Resultado | Premio                       | Trabajo     |
| ---- | ----------- | --------- | ---------------------------- | ----------- |
| 2017 | Premios AVN | Nominada  | Mejor escena de sexo lésbico | Let It Ride |